# Oxyopes pankaji
Oxyopes pankaji är en spindelart som beskrevs av Gajbe 2000. Oxyopes pankaji ingår i släktet Oxyopes och familjen lospindlar. Inga underarter finns listade i Catalogue of Life.